# Астирий
Флавий Астирий (на латински: Flavius Astyrius, o Asturius, o Astirius o Asterius) e политик и генерал на Западната Римска империя през 5 век.
Служи в Испания като comes Hispaniae, през 441 г. става magister utriusque militiae. През 449 г. той е става patricius и консул. Неговият колега на Изток е Флоренций Роман Протоген.